# 科爾曼峰
科爾曼峰（英語：Coleman Peak），是南極洲的山峰，位於羅斯島，處於芳嶺以東6.7公里的埃里伯斯火山東北坡，海拔高度約1,600米，由新西蘭地理委員會命名，現時由南極條約體系管理。